# Ghirigoro

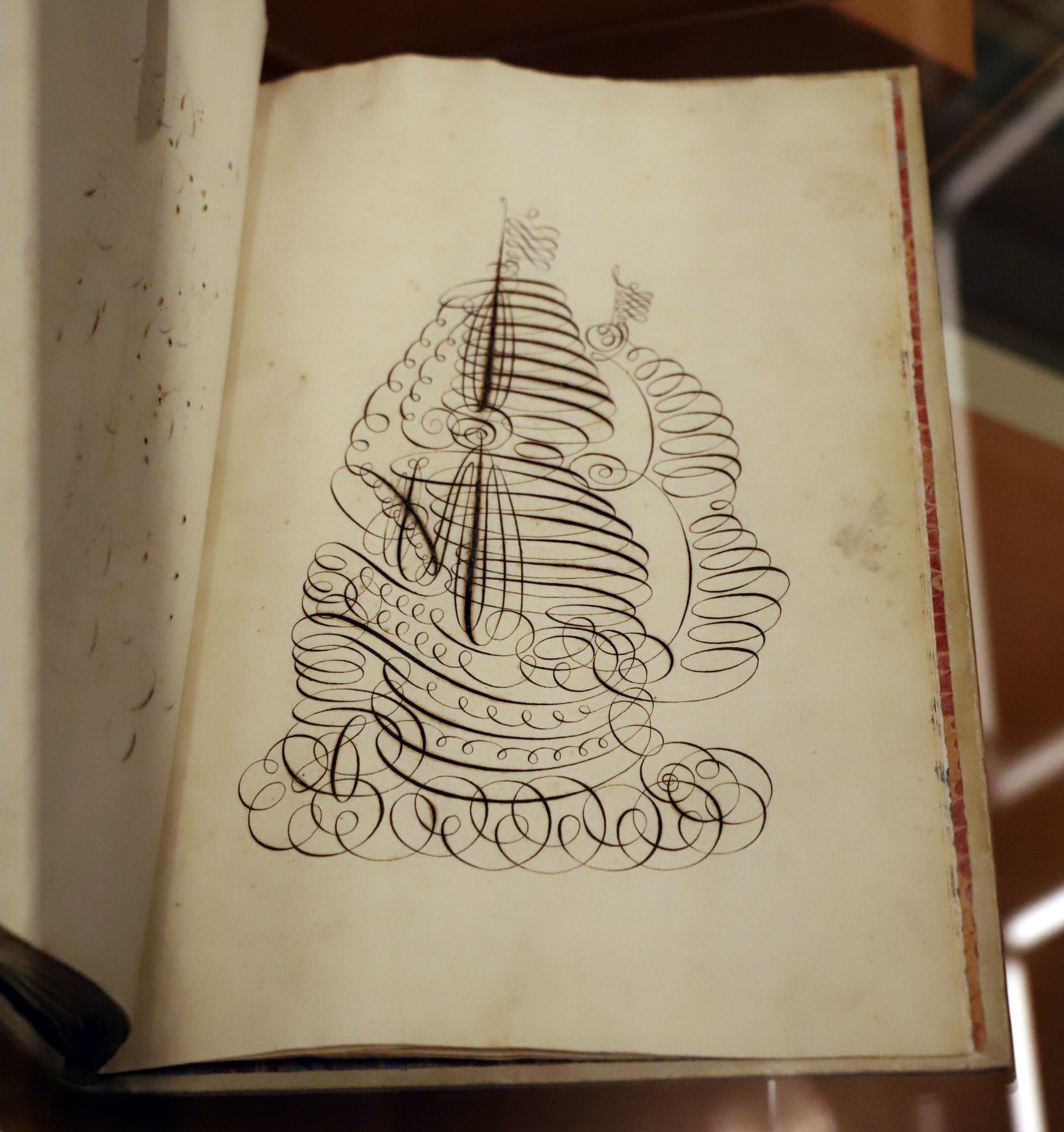
Ghirigoro calligrafico in un libro del 1622 circa

Il ghirigoro, chiamato anche scarabocchio o sgorbio, è un tipo di schizzo fatto di solito mentre l'attenzione della persona è occupata a fare altro. Ghirigoro è infatti un termine aulico, ricercato, che indica un'intrecciatura bizzarra di linee fatta con uno strumento da disegno. In arte assume però un'accezione differente intendendo grovigli oppure intrecci lignei per esempio viticci, ecc. Ogni segno o lavoro più o meno con un giro è un ghirigoro. Mentre uno scarabocchio è una macchia d'inchiostro fatta scrivendo, che sembra uno scarabeo sulla carta.

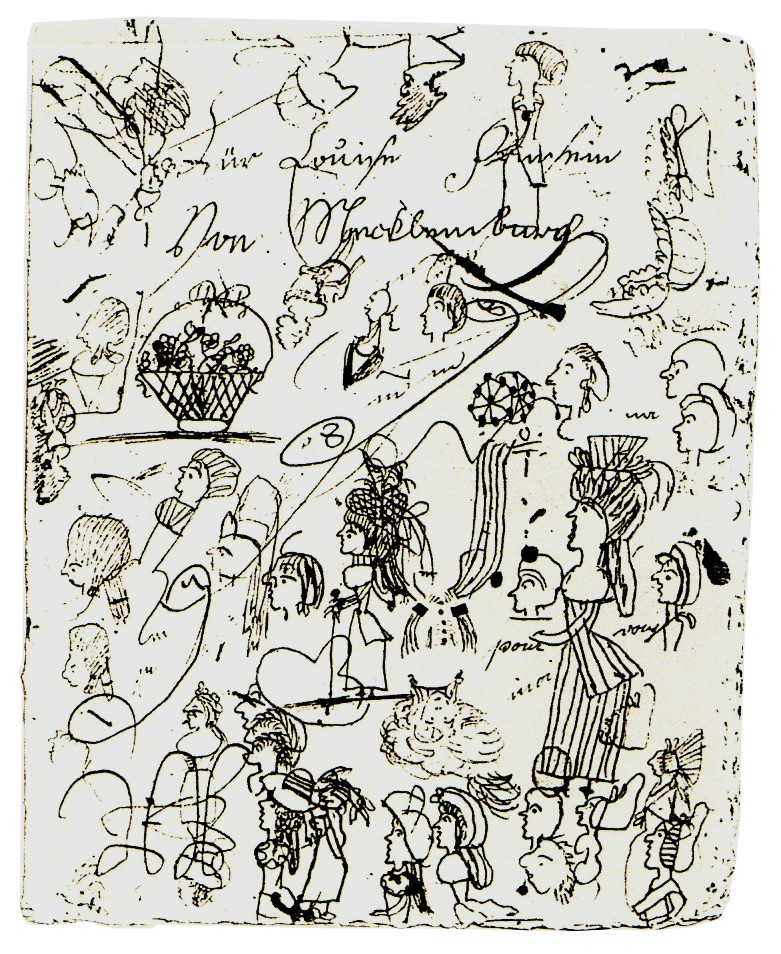
Ghirigoro di Luisa di Meclemburgo-Strelitz, regina di Prussia, 1795 circa.

Gli scarabocchi o ghirigori sono disegni semplici che possono avere significati concreti di qualcosa o potrebbero essere solo forme astratte.
Esempi stereotipati di scarabocchi o ghirigori si trovano in quaderni di scuola, spesso ai margini, disegnati da studenti che sognano a occhi aperti o che perdono interesse per le lezioni. Altri esempi comuni di scarabocchi sono disegnati durante le conversazioni telefoniche, se carta e penna sono disponibili.
Tra i generi di scarabocchi o ghirigori più frequentati vi sono le caricature di professori o compagni di scuola, di famose star del cinema o della TV, di personaggi dei fumetti, esseri immaginari, paesaggi, forme geometriche e dei modelli, texture, o animazioni, che disegnano una sequenza di scene in diverse pagine di un libro o un quaderno.
In base a uno studio di Shaaron Ainsworth e collaboratori, pubblicato su Science, gli scarabocchi servono a ordinare le idee.